# IC 677
IC 677 је спирална галаксија у сазвјежђу Лав која се налази на листи објеката дубоког неба у Индекс каталогу.
Деклинација објекта је + 12° 18' 6" а ректасцензија 11h 13m 56,6s. Привидна величина (магнитуда) објекта IC 677 износи 12,9 а фотографска магнитуда 13,7. Налази се на удаљености од 55,383 милиона парсека од Сунца. IC 677 је још познат и под ознакама UGC 6262, MCG 2-29-13, CGCG 67-38, IRAS 11113+1234, PGC 34211.